# Hermonassa fulvescens
Hermonassa fulvescens là một loài bướm đêm trong họ Noctuidae.